# Stefano Ayroldi
Stefano Ayroldi (født 25. april 1967 i Bari) er en italiensk fodbolddommer som dømmer i den italienske liga Serie A. Han blev aktiv som dommer i 1995, og dømmer som linjedommer. Han har dømt et VM i fodbold, i 2010 hvor han var assistentdommer for Roberto Rosetti fra Italien. Hans første internationale kamp var kampen mellem Albanien og Litauen den 1. marts 2006.